# عشق آن مرد
«عشق آن مرد» تک‌آهنگی از ویتنی هیوستون است که در سال ۲۰۰۳ میلادی منتشر شد.
این تک‌آهنگ در چارت‌های در رتبه اول قرار گرفت.